# Ulrik I. Celjski
Ulrik I. Celjski, Celjski grof, * okoli 1331, † 1368. 
Bil je sin Friderika I. Celjskega, poročen z Adelajdo Ortenburško-Radovljiško in  oče Viljema Celjskega. Med leti 1359/1360 in 1368 je skupaj z mlajšim bratom Hermanom I. Celjskim zastopal Celjsko grofijo. 

## Dosežki
Podobno kakor oče Friderik I. je tudi Ulrik I. postal kranjski deželni glavar (1362). Za časa Ulrika I. Celjskega so Celjski grofje dosegli mednarodne povezave - Ulrik I. je namreč pripravljal dinastične poroke in se kot najemnik raznih dinastov, s svojimi celjskimi četami bojeval v Dalmaciji, Srbiji, Bolgariji, Italiji, z bavarskimi Wittelsbachi pa na Tirolskem in proti Prusom. Grof Ulrik I. je leta 1354 sodeloval pri napadu ogrsko-hrvaškega kralja Ludvika I. Anžujskega (moža Elizabete Kotromanić) na Zadar, naslednje leto je s kraljem sodeloval v bojih z Benečani v Dalmaciji, leta 1359 in 1365 pa se je bojeval v Srbiji in Bolgariji. Tudi njegov sin Viljem se je z ogrskim kraljem boril proti Turkom v Srbiji. UIrikov brat Herman I. pa je balkansko politiko zastavil še bolj odločno, ko se je leta 1361 poročil s Katarino, Elizabetino sestro in hčerko tedanjega bosanskega bana Stjepana II. Kotromanića.  Najemništvo in trgovina na daljše razdalje sta prinesla denar, s katerim so Celjski povečevali svojo posest.